# Ръчна количка
Ръчната количка е малко ръчно задвижвано устройство, обикновено само с едно колело. Предназначено е да бъде бутано и насочвано от един човек чрез две дръжки отзад. Целта му е да разпределя тежестта на товара си между колелото и човека, позволявайки да се пренасят удобно по-тежки и по-големи товари, отколкото иначе би било възможно само от човека. Следователно, тя представлява вид лост от втори род. Традиционните китайски ръчни колички, обаче, разполагат с централно колело, което поддържа целия товар.
Употребата на ръчни колички е често срещана в строителството и градинарството. Обичайният им капацитет е около 100 литра материал (0,1 m3). Двуколесната количка е по-стабилна на равна земя, докато универсалната едноколесна такава има по-добра маневреност в тесни пространства, върху дъски, вода и под наклон. Използването на едно колело също придава по-добър контрол при изпразване на товара.

## История
Възможно е ръчни колички да са се използвали още в Древна Гърция. Два инвентара за строителни материали от 408/407 и 407/406 г. пр.н.е. от храма на Елевсина споменават едноколки (на гръцки: ὑπερτηρία μονοκύκλου). Въпреки това, останки на такива устройства от този период не са намерени, като най-ранните намерени ръчни колички в Европа датират от Средновековието. В Historia Augusta от 4 век се споменава, че император Елагабал е използват ръчна количка (на латински: pabillus) за превоз на жени във фриволните си игри. Употребата на такива колички във Византийската империя и до Средновековието все още е обект на изследвания.
Най-ранните ръчни колички от археологическо значение датират от 2 век, по времето на китайската династия Хан. Въпреки това, историческият текст „Записи на Трите царства“ на Чън Шоу (233 – 297 г.) приписва изобретението на министър-председателя Джугъ Лян (181 – 234 г.), който създава дървена количка за превоз на военни провизии в кампанията срещу Цао Уей.
Първите ръчни колички в средновековна Европа се появяват между 1170 и 1250 г. Към 13 век устройството вече се е доказало като удобно при строителството, рудодобива и земеделието. Въпреки това, то остава сравнително рядко срещано до 15 век. Освен това, разпространението му по това време е ограничено до Англия, Франция и Ниските земи.